# Sager & Woerner
Sager & Woerner var en byggfirma i München i Tyskland. Dess chefsingenjör hette Fritz Todt och såväl Todt som företaget spelade en stor roll i rustningen inför andra världskriget.